# Unitats Femenines d'Êzîdxan
Les Unitats Femenines d'Êzîdxan (kurd: Yekinêyen Jinên Êzidxan, abreujat YJÊ) són una milícia de dones formada a l'Iraq el 2015 amb l'objectiu de protegir la comunitat iazidita davant els atacs i invasions d'Estat islàmic de l'Iraq i el Llevant i altres grups islamistes que veuen al poble iazidi com a pagans i infidels.
És una branca de la milícia iazidita mixta Unitats de Resistència de Sinjar (YBŞ), les YJÊ van ser fundades el 5 de gener de 2015 sota el nom original de Yekîneyên Parastina Jin ê Şengalê (del kurd: Unitats Femenines de Protecció de Sinyar, YJŞ) o YPJ-Sinjar. La milícia va adoptar el seu nom actual el 26 d'octubre de 2015.
L'organització segueix la doctrina feminista del líder del PKK empresonat Abdullah Öcalan, la jineologia, i amb el concepte més ampli del confederalisme democràtic defensat per la Confederació dels pobles de Kurdistan (KCK).

## Activitat
L'octubre de 2015, les YJÊ van participar en l'establiment de l'Aliança de Sinjar, un comando estructural específicament iazidita, juntament amb les Unitats de Resistència de Sinjar (YBŞ), l'escindida unitat peixmerga; Força de Protecció de Sinjar (HPŞ) i altres, l'objectiu de la unitat era protegir la població iazidita d'eventuals atacs de grups islamistes.
Sota l'ordre conjunta de la recentment fundada Aliança de Sinyar, les YJÊ van participar el novembre del 2015 en l'ofensiva Operació Fúria de Melek Taus contra Estat Islàmic. L'Aliança va durar menys de dos anys fins al març de 2017 quan, per diferències ideològiques de les principals milícies que la conformaven, van formalitzar la ruptura. Després de deixar l'aliança, les HPŞ es van unir a les forces peixmerga del Govern Regional del Kurdistan.